# Janus (rodzaj)
Janus – rodzaj błonkówek z rodziny ździeblarzowatych.
Błonkówki te mają krótkie jak na ździeblarzowate ciało. Ich czułki mają trzeci człon dłuższy od czwartego i stopniowo pogrubiające się za drugim członem biczyka. Odległości między nasadami czułków są nie większe niż odległości między tymi nasadami a dolnymi jamkami tentorialnymi. W lewej żuwaczce występują tylko dwa ząbki: wewnętrzny i zewnętrzny, natomiast ząbek środkowy uległ zanikowi. Ostatni człon głaszczków szczękowych osadzony jest w pobliżu nasady ich członu przedostatniego. U większości gatunków policzki cechują się obecnością listewki policzkowej. Użyłkowanie przedniej pary skrzydeł cechuje przylegająca do ich tylnej krawędzi i do wachlarza analnego żyłka 2a. Pazurki stóp wszystkich odnóży odznaczają się ostrym płatem nasadowym oraz wewnętrznym zębem dłuższym i silniej zbudowanym od zęba zewnętrznego. Tylna para odnóży ma na goleniach 1-2 kolce przedwierzchołkowe oraz zwykle dwie ostrogi wierzchołkowe. U samców płytka subgenitalna jest równomiernie zwężona ku szczytowi.
Larwy żerują drążąc korytarze w gałęziach drzew i krzewów z takich rodzajów jak dąb, grusza, jabłoń, kalina, porzeczka, topola czy wierzba.
Takson głównie holarktyczny, ale występuje też w krainie orientalnej, sięgając na południe do zachodniego Borneo w Indonezji. Obejmuje 28 opisanych gatunków:
- Janus abbreviatus (Say, 1824)
- Janus bellus Wei & Nie, 1997
- Janus bimaculatus (Norton, 1869)
- Janus cephoides Wei, 1996
- Janus compressus (Fabricius, 1793)
- Janus conicercus Maa, 1950
- Janus cynosbati (Linnaeus, 1758) (syn. femoratus (Curtis, 1830))
- †Janus disperditus Cockerell, 1913 – zapis kopalny z późnego eocenu[4]
- Janus ecarinarus Smith, 1997
- Janus formosus (Zhelochovtsev, 1935)
- Janus gussakovskii Maa, 1949
- Janus hakusanus Togashi, 1968
- Janus integer (Norton, 1861)
- Janus japonicus Sato, 1926
- Janus longicaudus Naito & D.R. Smith, 1998
- Janus luteipes (Lepeletier, 1823)
- Janus malaisei Benson, 1946
- Janus micromaculatus Sato, 1926
- Janus piri Okamoto & Muramatsu, 1925
- Janus piriodorus Yang, 1995
- Janus punctatenus Wei & Nie, 1997
- Janus quercusae D.R. Smith, 1989
- Janus rufithorax Wei & Nie, 1997
- Janus rufiventris (Cresson, 1880)
- Janus rufoventralis Wei, 1996
- Janus sheni Wei & Nie, 1997
- Janus stigmaticus Maa, 1949
- Janus xanthus Naito & Smith, 1998